# Lenguas angami-pochuri
Las lenguas angami-pochuri son un pequeño grupo filogenético de lenguas tibetano-birmanas habladas en los estados de Nagaland y Manipur en el noreste de India.

## Clasificación
Tradicionalmente las lenguas angami-pochuri se han clasificado dentro de la agrupación geográfica "lenguas naga", pero existen dudas de que dichas lenguas formen realmente un grupo filogenético dentro del tibetano-birmano, por lo que actualmente se suele clasificar a las lenguas angami-pochuri como una lengua independiente dentro de la familia tibetano-birmana, pendiente de la clarificación de las relaciones interna en dicha subfamilia.

### Lenguas de la familia
Comúnmente se han identificado dos grupos angami-pochuri diferentes:
- Lenguas angami: angami, chokri (chakri), kuzhami, mao (naga mao, sopvoma).
- Lenguas pochuri: pochuri–meluri, ntenyi, sema, rengma.

## Comparación léxica
Los numerales en diferentes lenguas angami-pochuri son:
| GLOSA | Angami  | Angami | Angami | Angami     | Angami | Pochuri | Pochuri | Pochuri            | Pochuri | PROTO- AP    | PROTO- AO |
| GLOSA | Angami  | Chokri | Kheza  | Naga Mao   | Poumei | Pochuri | Sema    | Ntyenyi (Reng. N.) | Rengma  | PROTO- AP    | PROTO- AO |
| ----- | ------- | ------ | ------ | ---------- | ------ | ------- | ------- | ------------------ | ------- | ------------ | --------- |
| '1'   | puə     | pɨ     | kele   | ka¹li²     | a¹li³  | khe     | lakʰí   | kesɨ               | me      |              | *(ə-)kʰa- |
| '2'   | kniɛ̃    | knà    | kènʰi  | ka¹hẽ²     | a¹həi³ | kɨni    | kini    | keɲi               | kʰohɨŋ  | *k-ni        | *ə-ni(t)  |
| '3'   | sɛ̃      | sɨ     | ket͡sʰə́ | kɔ²sɨ²     | a³tsɨ³ | kɨtʃe   | kɨ̀tʰɨ́   | ketʃiŋ~ ketʃaŋ     | keʃan   | *k-san       | *ə-sam    |
| '4'   | diɛ̂     | dá     | pedí   | pa²dəi²    | m³dəi³ | mzɨ     | bìdí    | mezhɨ~ mezɨ        | pezi    | *b-di        | *b-li     |
| '5'   | pyəŋṹ   | pyəŋú  | paŋɵ́   | pɔ²ŋɔ²     | m³ŋau³ | mŋa     | pùŋú    | mɨŋa               | pfɨ     | *b-ŋa~ *b-ŋo | *b-ŋa     |
| '6'   | sɔ́rù    | sɨ́rɛ́   | sàrə   | tʃɔ¹rɔ¹    | a¹rɔu⁴ | toro    | tsɨ̀ɣò   | toɣo~ tɨo          | ʦaro    | *ʦ-ro        | *t-ruk    |
| '7'   | tʰɛ́niə̀  | tʰenà  | sèni   | tʃə¹ni²    | a¹nɛ²  | tɨrɨ    | tsɨ̀nì   | tɨɣɨ               | ʦanɨ    | *ʦ-ni~ *s-ni | *t-ni(t)  |
| '8'   | tʰiətʰá | tetʰà  | tècie  | tʃa¹tʃa¹   | a¹ca⁴  | tɨze    | tàtʃè   | tɨza               | tutse   | *t-ʦa        | *t-za     |
| '9'   | tʰɛɸÍ   | tʰecì  | takɵ̀   | tʃɔ¹ku³    | a¹kʷə² | toku    | tokú    | tɨkʰu              | tɨkʰu   | *t-ku        | *t-ku     |
| '10'  | kɪɛ́rə   | kɨ́rɨ́   | cirə́   | tʃia² kia¹ | ci³    | tɨra    | tʃìɣí   | taɣa               | ʦarú    | *t(i)-rə     | *t-rə     |